# Спред (растительное масло)
Спред (от англ. spread — «размазывание, растягивание») — растительный аналог сливочного масла, эмульсионный жировой продукт с массовой долей общего жира не менее 39 %, имеющий пластичную консистенцию, с температурой плавления жировой фазы не выше 36°С, изготавливаемый из молочного жира и (или) сливок, и (или) сливочного масла, и немодифицированных, и (или) модифицированных растительных масел, или только из немодифицированных, и (или) модифицированных растительных масел, и (или) заменителей молочного жира, с добавлением или без добавления пищевых добавок и других пищевых ингредиентов.
Жировая составляющая продукта сочетает в себе как насыщенные, так и ненасыщенные жирные кислоты. Это позволяет рекламировать, что у продукта оптимальное сочетание растительного и молочного жиров, рациональное соотношение жировой составляющей и молочной плазмы, что это не заменитель сливочного масла, а продукт с улучшенным составом и заданными свойствами. С точки зрения потребителя спред может рассматриваться как аналог сливочного масла с более сбалансированным жирнокислотным составом.
Отличительной особенностью спреда от других маргаринов является пластичная, легко намазывающаяся консистенция. Кроме того, производители постоянно совершенствуют органолептические характеристики продукта. При конструировании жировой фазы делается упор на современный подход, учитывающий значимость отдельных составляющих липидов в питании человека

## Происхождение слова
Слово «спред» происходит от англ. to spread — «распределять, намазывать, размазывать». В английском языке этим словом обозначается любой продукт, который можно намазать на хлеб или печенье, например, масло, джем, горчица. Но в русском языке словом «спред» называется именно определённый жировой продукт, который в англоязычных странах называют вариантом маргарина. Для общего именования всех намазывающихся продуктов (в том числе и специально приготовленных смесей овощей, творога или иных продуктов) используется термин «бутербродная паста».
Термин «спред» получил распространение после введения в действие ГОСТ Р 52100-2003 «Спреды и смеси топленые» (2003), выделяющий этот продукт в отдельную пищевую категорию. До введения термина «спред» использовались названия «бутербродное масло», «комбинированное масло», «лёгкое масло» и другие.

## История спредов за рубежом
Спреды появились в 30-х гг. прошлого века как диетический продукт для людей с атеросклерозом и другими заболеваниями коронарной системы. Они продавались только в аптеках, потому что продукт считался лечебным. Разработанный как профилактический и диетический продукт, по сей день в странах Европы он воспринимается подобным образом
В Германии спреды начали выпускать уже в 1924 году. Это были спреды «Рама», они позиционировались как продукт, полезный для питания и развития детей.
Впервые детальное описание спредов прозвучало в 1938 году в патенте американских ученых на способ получения композиции из растительных масел. С момента своего появления спред был предназначен для намазывания на хлеб, что и было отражено в первых патентах.
Во второй половине XX века в США и европейских странах у жителей крупных городов, вследствие повсеместного распространения малоподвижного образа жизни, появилась необходимость в продуктах пониженной калорийности. Кроме того, повысился уровень информированности населения о пользе ненасыщенных жиров из растительных масел для здоровья и, наоборот, о вреде холестерина как неизбежного компонента сливочного масла и других животных жиров. Постепенно возник спрос на продукты, похожие на сливочное масло, но содержащие меньше холестерина, больше ненасыщенных жирных кислот и к тому же обладающие пониженной калорийностью. Такие продукты получили название спредов . Промышленный выпуск комбинированного масла с частичной заменой молочного жира растительным был впервые осуществлен в Швеции в 1969 году.
Сами спреды по органолептическим и реологическим показателям постепенно начинают соответствовать образу идеального жирового продукта — обогащенного витаминами, незаменимыми жирными кислотами, фитостеринами и другими полезными веществами.
Спреды стали очень популярны в Финляндии в 70-е годы XX века в связи с проектом «Северная Карелия» (подробнее — см. раздел «Влияние на здоровье»).
В настоящее время интерес к спредам за рубежом растет на волне увлечения вегетарианством и растительным питанием.
Так, рынок растительных аналогов сливочного масла оценивается в 198 миллионов долларов и продолжает набирать обороты. Зарубежные производители выпускают спреды в растительных линейках, таких как «dairy free», «non-dairy», «vegan» и «plant-based».
Производство продуктов на растительной основе по сравнению с молочными продуктами снижает выбросы парниковых газов и способствует более ответственному использованию земли, воды, топлива и удобрений .

## Спреды на российском рынке
В нашей стране спреды появились в 70-х годах XX века.
Всесоюзному объединению «Главконсервмолоко» при комплексных поставках по импорту оборудования для заводов сухого обезжиренного молока стали поступать комплекты технологического оборудования для производства сливочного масла методом сбивания, изготовляемые фирмой «Simon Freres» (Франция). При этом к ним прилагалась технология производства «сливочного масла с частичной заменой молочного жира растительными маслами»	. СССР в те годы планировал развитие в стране крупномасштабного производства сыров, и при наблюдавшейся нехватке молока-сырья указанная технология вызывала определённый интерес. В соответствии с этим решением, во ВНИИМС (Всесоюзный научно-исследовательский институт маслоделия и сыроделия) была разработана технология новой разновидности продукта — «Диетического масла», вырабатываемого методом сбивания сливок с использованием маслоизготовителей непрерывного действия. Отличительной особенностью состава этого продукта была частичная замена в нём молочного жира растительным кукурузным или подсолнечным дезодорированным и рафинированным маслом, имеющим обезличенный вкус и запах. По органолептическим показателям и структурно-механическим характеристикам «Диетическое масло» было близко к традиционному сладко-сливочному маслу.
С началом производства сливочного масла «Диетического» было установлено, что использование натуральных (жидких) растительных масел создает определённые технологические неудобства. Поэтому в дальнейшем стали использоваться жировые композиции из натуральных растительных масел (в основном, подсолнечного) и жиров, отвержденных в результате их обработки наиболее распространенным в то время методом гидрогенизации.
Далее была разработана и утверждена нормативно-техническая документация на опытную партию сливочного масла «Кулинарного» (взамен «Диетического») с частичной заменой молочного жира растительными жирами. Оно было предназначено для непосредственного употребления в пищу и кулинарных целей.
Позднее, в 1996 г., при пересмотре ТУ 49 909-84, в соответствии с новыми требованиями продукт был назван «Масло сливочное Славянское (с растительными жирами)».
С началом разработок жировых композиций из натуральных жидких и отвержденных растительных жиров возник вопрос о том, какими должны быть состав и свойства смеси молочного и растительного жиров, предназначенного для выработки «сливочного масла с комбинированной жировой фазой». Так началась разработка показателей «гипотетически идеального жира», удовлетворяющего современным требованиям рационального питания здорового человека .
Использование специальных жировых композиций, при всей его целесообразности, усложняло технологию производства спредов за счет введения дополнительных операций.
Поэтому при производстве «Кулинарного масла» в качестве немолочного жира было предусмотрено использование «растительного сала», основу которого составляли гидрогенизированные жиры с характерным для них вкусом и запахом, который передавался спредам, значительно ухудшая их органолептические показатели и качество продукта в целом .
Другой не менее существенный недостаток растительного сала, получаемого методом гидрогенизации — очень высокое (до 50 %) содержание в нём транс-изомеров жирных кислот, что значительно увеличивало их количество и в готовом продукте: до 30 % и более.
Для решения данной проблемы ВНИИМС предложил ввести контроль готового продукта по содержанию транс-изомеров. Институт питания РАМН поддержал это предложение, и в 1986 г. впервые в стране (и мире) было утверждено ограничение на содержание транс-изомеров жирных кислот в спредах на уровне 10 %.
Важным этапом в развитии «сливочного масла с комбинированной жировой фазой» (спредов) стало решение о создании специального «аналога молочного жира».
В результате совместных исследований ВНИИМС и ВНИИЖиров была разработана композиция немолочных жиров, предназначенная для использования в производстве спредов. Главная цель её создания — получить заменитель молочного жира (ЗМЖ) с близкими сливочному маслу органолептическими показателями и физико-химическими свойствами, но лишенный его недостатков. Разработанная жировая смесь была утверждена под названием «Жир кулинарный Невский». Данный продукт предназначался для использования в молочной промышленности, для частичной замены молочного жира в молокосодержащих продуктах, то есть продуктах с комбинированной жировой фазой, в том числе в спредах. Именно эта жировая композиция стала прообразом нынешних заменителей молочного жира (ЗМЖ), повсеместно используемых при производстве спредов и других молокосодержащих продуктов с заменителем молочного жира.
В 1987 году ВНИИМС провел испытания новой жировой композиции в производственных условиях при выработке спреда «Славянское масло», результаты испытания были положительными, поэтому было принято решение использовать кулинарный жир «Невский» при выработке спреда.
ГОСТ Р 52100-2003 «Спреды и смеси топленые» впервые выделил эти продукты в отдельную пищевую категорию. Максимальный допустимый уровень транс-изомеров жирных кислот был снижен с 10 % до 8 %. Кроме того, точно были сформулированы требования к составу жировой фазы и свойствам спредов — например, к способности сохранять пластичность при низких температурах, чем не обладает сливочное масло. В ГОСТ 34178-2017 Спреды и смеси топлёные. Общие технические условия по сравнению с документом 2003-го года расширился список сырья, допустимого для выработки спредов. К перечню стандартных ингредиентов прибавились сливки сухие, сыворотка молочная сухая, а также молочно-белковые или сывороточно-белковые концентраты. Жировое сырье теперь может быть представлено как в виде индивидуальных компонентов (растительных масел), так и в виде заменителей молочного жира. В обновлённом документе более чётко был обозначен перечень запрещенных компонентов: токсичные элементы, микотоксины, пестициды, радионуклиды, антибиотики в сырье, показатели окислительной порчи, а также микробиологические показатели сырья.

## Особенности состава и производства
В составе жировой фазы спредов чаще всего используются заменитель молочного жира, соевое, подсолнечное, рапсовое, оливковое, кукурузное и пальмовое масла, молочный жир. Встречаются продукты, содержащие масло авокадо, рисовое, арахисовое, сафлоровое, горчичное масла, рыбий жир и их различные комбинации. Оптимальным с точки зрения физиологически функциональных свойств является использование смесей растительных масел со сбалансированным составом полиненасыщенных жирных кислот омега-3 и омега-6, свободных от транс-изомеров или содержащие их в минимальном количестве. С этой целью многие производители спредов ограничивают применение гидрированных жиров — основного источника транс-изомеров, отдавая предпочтение переэтерефицированным и фракционированным жирам.
Решать вопросы направленного регулирования жирнокислотного состава спредов и других молокосодержащих продуктов с ЗМЖ представляется возможным, используя различные способы модификации жиров: переэтерификацию, фракционирование и гидрогенизацию. Наиболее доступным и эффективным решением данного вопроса является модификация состава молочных продуктов, то есть частичная замена молочного жира растительным. При этом наряду со снижением так называемой «насыщенности» молочного жира одновременно пропорционально снижается количество холестерина, достигается обогащение смеси витамином Е и фитостеринами — растительными стеролами.
Согласно действующему ГОСТ 34178-2017 «Спреды и смеси топлёные. Общие технические условия», спреды делятся на три подгруппы:
•	сливочно-растительные содержат более 50 % молочного жира в жировой фазе
•	растительно-сливочные содержат от 15 до 50 % молочного жира в жировой фазе
•	растительно-жировые содержат менее 15 % молочного жира в жировой фазе.
В растительно-сливочных и растительно-жировых спредах содержание транс-изомеров жирных кислот не должно превышать 2 % с 1 января 2018 г., что регламентируется Техническим регламентом Таможенного союза ТР ТС 024/2011 «Технический регламент на масложировую продукцию». Для сливочно-растительных спредов содержание транс-изомеров регламентируется согласно Техническому регламенту Таможенного союза ТР ТС 033 «О безопасности молока и молочной продукции».
Сегодня многие предприятия уходят от использования гидрогенизированных жидких масел, и растительная жировая основа спреда получается методом переэтерификации. Суть метода в том, что при определённых параметрах (температуре и давлении) происходит обмен жирными кислотами между различными жировыми молекулами, при этом физические свойства полученного жира кардинально отличаются от свойств первоначальных жиров. Так например, из пальмового и подсолнечного масла получается жир, аналогичный по жирнокислотному составу исходным жирам, но с совершенно другими физическими свойствами (температурой плавления и твердостью). На следующем этапе в жировую фазу вносятся жирорастворимые компоненты, одновременно готовится и так называемая «водная» фаза на основе молока, пахты или сыворотки, куда также может быть добавлена соль. Далее обе фазы интенсивно перемешиваются и подаются в маслообразователь, где под действием термомеханического воздействия и происходит преобразование эмульсии. Полученный продукт подается на фасовку, после чего выдерживается не менее суток при температуре 10-12 градусов до окончательной кристаллизации жира.
Путем регулирования жировой фазы спреду можно придать желаемые диетические свойства, повысить его пищевую и биологическую ценность. Регулирование жирнокислотного состава, а также введение в рецептуры функциональных ингредиентов позволит создать целую гамму спредов функционального назначения.
Наиболее качественные спреды получаются при использовании заменителей молочного жира, которые произведены методом переэтерификации.

## Отличия от сливочного масла

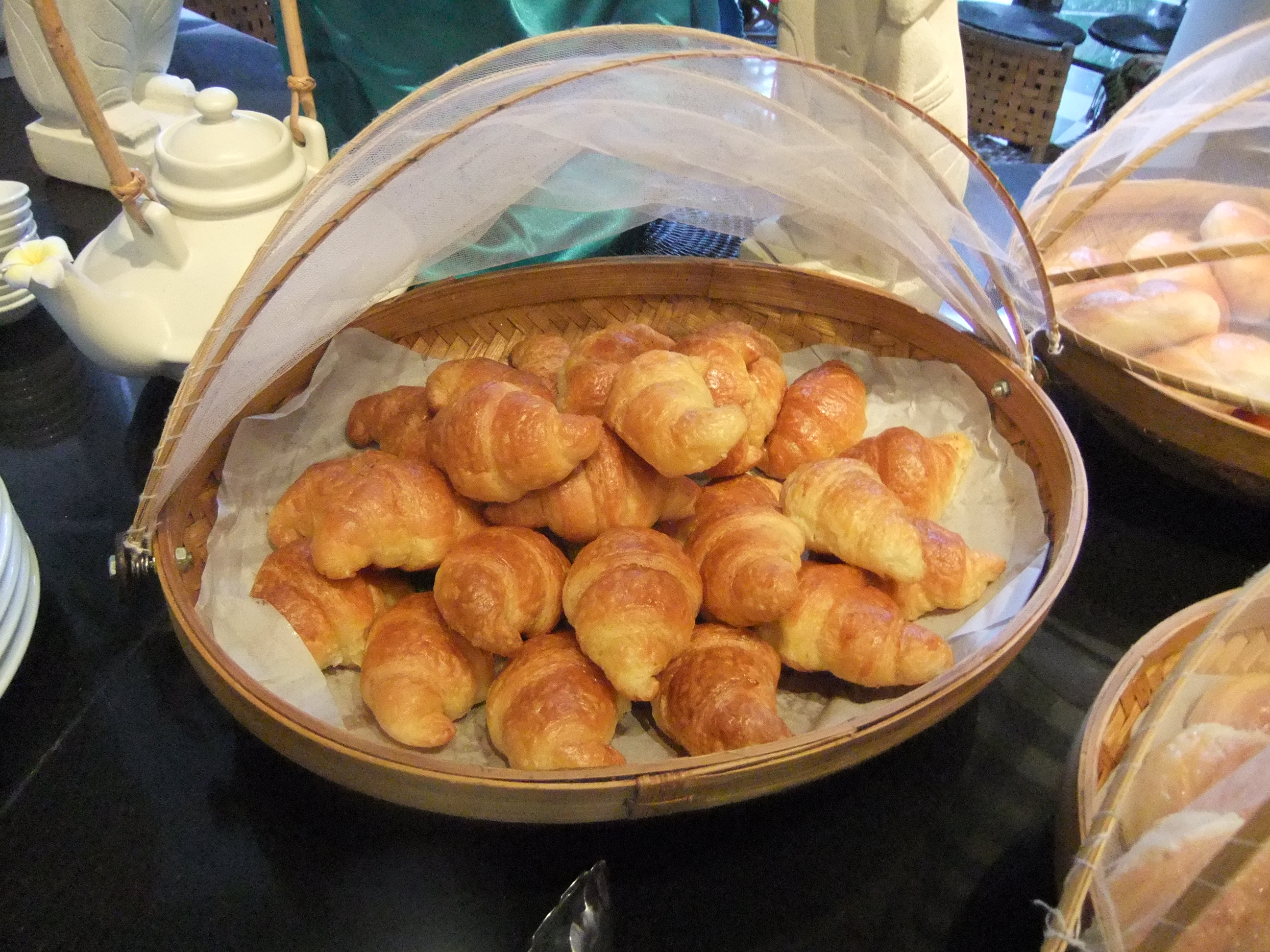
Выпечка с использованием спреда

Сливочное масло и спред по вкусу практически идентичны, но они по-разному влияют на организм.
Значимым критерием, определяющим показатели качества сливочного масла, является молочный жир. Жирнокислотный состав молочного жира нельзя признать идеальным: суммарное содержание насыщенных кислот в нём составляет 55—60 %, ненасыщенных — 24—40 %, на долю эссенциальных полиненасыщенных (линолевой и линоленовой) кислот приходится только 3—5 %.
Холестерин, присутствующий в сливочном масле и других жировых продуктах на основе животных жиров, относят к факторам, неблагоприятно действующим на организм человека. При повышении уровня холестерина в крови увеличивается риск возникновения и развития атеросклероза. Количество холестерина в суточном рационе взрослых и детей не должно превышать 300 мг. Содержание холестерина в спредах и маргаринах ниже, чем в сливочном масле традиционного состава примерно в 2—4 раза, в зависимости от их состава. Сливочное масло содержит около 200 мг/100 г чистого холестерина. В растительно-сливочном спреде не более 90 мг/100 г. В растительно-жировом спреде или спреде на основе только растительных масел и жиров холестерина нет вообще. Это оптимальный выбор для профилактики сердечно-сосудистых заболеваний.
В растительно-жировых спредах преобладают ненасыщенные жирные кислоты (как мононенасыщенные, так и полиненасыщенные). В сливочном масле содержатся преимущественно насыщенные жиры. Всемирная организация здравоохранения в 2005 году рекомендовала уменьшить потребление насыщенных жиров для снижения риска заболеваний сердца.
Важным вопросом является наличие в потребляемых жировых продуктах транс-жирных кислот. Транс-конфигурация жирных кислот препятствует их нормальному использованию организмом. В литературе приводятся данные о том, что метаболические превращения транс-жирных кислот подобны превращениям насыщенных жирных кислот. Кроме того, они препятствуют образованию цис-изомеров жирных кислот, нарушают деятельность ферментных систем, препятствуют нормальному обмену веществ между клеткой и внешней средой, тем самым увеличивая риск возникновения различных заболеваний, включая сердечно-сосудистые, ослабление иммунитета, увеличивая риска развития ожирения, сахарного диабета и раковых опухолей, и др..
Трансжиры попадают в организм человека как со сливочным маслом, так и с другими жировыми продуктами (маргарином, спредами). При этом в сливочном масле находятся транс-изомеры (в количестве от 2,3 до 8,6 %), образующиеся естественным путем в организме животного под воздействием бактерий желудка в результате реакции биогидрогенизации полиненасыщенных жирных кислот с участием водорода, выделяемого рубцом. В других жировых продуктах они образуются, в основном, за счет целенаправленного воздействия на растительный жир (при гидрогенизации, длительном воздействии температур в процессе дезодорации).
В спредах и маргаринах законодательно ограниченно количество транс-изомеров жирных кислот до 2 %.
Сравнительные показатели сливочного масла и растительно-жирового спреда
| Показатель                                            | Сливочное масло | Спред            |
| ----------------------------------------------------- | --------------- | ---------------- |
| Базовый ингредиент                                    | Молочный жир    | Растительный жир |
| Холестерин                                            | 0,18 %          | 0 %              |
| Содержание транс-изомеров                             | 6,3 %           | Не более 2 %     |
| Насыщенные жирные кислоты                             | 59,7 %          | 39,2 %           |
| Ненасыщенные жирные кислоты                           | 40,3 %          | 60,8 %           |
| Полиненасыщенные жирные кислоты                       | 6,3 %           | 24,8 %           |
| Отношение полиненасыщенных жирных кислот к насыщенным | 0,1             | 0,6              |

## Воздействие на здоровье
Самым масштабным проектом в области здравоохранения, доказывающим преимущества спредов из растительных масел, стал финский государственный проект «Северная Карелия».
В 70-е годы XX века Финляндия возглавляла рейтинг смертности от сердечно-сосудистых заболеваний среди стран Европы, причём в восточных регионах страны смертность трудоспособного населения была выше, чем в южных регионах. В связи с этой ситуацией правительство приняло решение о старте государственной программы по снижению смертности от болезней сердца.
До начала проекта было установлено, что население Северной Карелии, как и в целом Финляндии, потребляло очень много насыщенных животных жиров, что приводило к повышению уровня холестерина и развитию атеросклеротических изменений в сосудах, достигавших уровня, несовместимого с жизнью.
По этой причине в проекте «Северная Карелия» особую важность приобрели исследования, связанные с нормами потребления различных продуктов, а после и введение новых функциональных продуктов питания, среди которых важное место занимали спреды.
Результаты проекта «Северная Карелия» за период 1970—2006 годы (на 100 000 населения) среди мужчин в возрасте 35—64 лет.
| Фактор                                        | 1970 год | 2006 год | % снижения |
| --------------------------------------------- | -------- | -------- | ---------- |
| Средняя годовая смертность                    | 1567     | 572      | 63         |
| Смертность от сердечно-сосудистых заболеваний | 892      | 182      | 80         |
| Смертность от ишемической болезни сердца      | 701      | 103      | 85         |
| Смертность от цереброваскулярной болезни      | 93       | 29       | 69         |
| Смертность от новообразований                 | 288      | 96       | 67         |

Результаты проекта «Северная Карелия» за период 1970—2006 годы (на 100 000 населения) среди женщин в возрасте 35—64 лет.
| Фактор                                        | 1970 год | 2006 год | % снижения |
| --------------------------------------------- | -------- | -------- | ---------- |
| Средняя годовая смертность                    | 526      | 256      | 51         |
| Смертность от сердечно-сосудистых заболеваний | 278      | 46       | 83         |
| Смертность от ишемической болезни сердца      | 126      | 13       | 90         |
| Смертность от цереброваскулярной болезни      | 68       | 12       | 82         |
| Смертность от новообразований                 | 126      | 92       | 27         |

В начале эксперимента, в среднем, уровень холестерина в крови составлял более 6,5 ммоль/л, что расценивается врачами, как «сильно повышенный», то в 2006 году — 5,2 ммоль/л, что уже очень близко к норме.
В ходе массового исследования оказалось, что рацион финнов на 23 % состоял из насыщенных жиров, тогда как их следует употреблять в количестве не более 10 % от суточной калорийности. Кроме того, финны употребляли по 14—16 г соли в сутки, что на 40-60 % превышало дневную норму и провоцировало поднятие артериального давления.
После 1990 г. функциональное питание стало привычным в Финляндии, оно практически полностью вытеснило устаревшие традиции и стереотипы. Согласно опросу, финны полностью изменили свои привычки. Согласно статистическим данным, 70 % опрошенных людей изменили свою структуру питания. Таким образом, потребление насыщенных жиров уменьшилось с 23 % (1970 г.) до 12 % (2006 г.).
Изменение привычек питания в Северной Карелии.
| Фактор                                                    | 1970 год | 2006 год | Изменения                                                       |
| --------------------------------------------------------- | -------- | -------- | --------------------------------------------------------------- |
| Восполнение энергии за счёт жиров животного происхождения | 23 %     | 12 %     | Стали употреблять в 2 раза меньше жиров животного происхождения |
| Едят хлеб со сливочным маслом                             | 83 %     | 7 %      | Стали употреблять сливочного масла в 12 раз меньше              |
| Готовят еду на растительном масле                         | 2 %      | 45 %     | Стали употреблять в 22 раза больше растительного масла          |
| Употребление цельного (жирного) молока                    | 64 %     | 10 %     | Стали употреблять в 6 раз меньше жирного молока                 |
| Употребление овощей (кроме картофеля) 6—7 дней в неделю   | 11 %     | 37 %     | Стали употреблять в 3 раза больше овощей                        |

Показатели заболеваемости ишемической болезни сердца в Северной Карелии сократились на 82 % среди мужчин трудоспособного возраста и на 84 % среди женщин.
По мнению экспертов, спред полезен прежде всего присутствием в своем составе ненасыщенных жирных кислот. Содержание в нём незаменимой линолевой кислоты (омега-6) может быть от 5 до 45 % (в зависимости от вида), тогда как в сливочном масле её не более 3,5 %. Кроме того, сливочное масло содержит избыток холестерина, увеличение потребления которого приводит к закупорке сосудов атеросклеротическими бляшками. Отсюда риск развития атеросклероза, инфарктов и инсультов.
Растительные масла, входящие в состав спреда, являются источником полиненасыщенных жирных кислот. Именно с ними связывают нормальное функционирование сосудов и работу головного мозга. Это те вещества, которые помогают предупредить развитие ишемической болезни сердца. Поэтому их рекомендуют либо применять в составе лекарственных препаратов, либо в составе продуктов питания, например, спреда. Сейчас некоторые производители уже запускают спреды лечебной направленности.
Польза жировых продуктов для здоровья человека также определяется и входящими в его состав витаминами и микроэлементами. Они позволяют улучшить течение обменных процессов в организме. Включение фосфолипидов в состав спреда позволяет укрепить клеточные мембраны и таким образом защитить каждую клетку от повреждения и улучшить обмен веществ.
Благодаря наличию водной и жировой фазы, в спред можно ввести различные пищевые ингредиенты, как водо- так и жирорастворимые ингредиенты. Обогащенные продукты все чаще появляются в «линейке» различных производителей. Например, в них вводят масло морских водорослей или рыбий жир, обогащая омега-3 жирными кислотами. Некоторые марки спредов могут быть обогащены льняным, рапсовым, сафлоровым маслом или маслом авокадо.
Во многих странах, в том числе и в России, спред витаминизируют. Чаще всего для этого используются витамины А, Е и D. Для обогащения спредов также могут быть использованы пищевые волокна, которые способны предотвратить попадание в кровь избыточного холестерина, вывести соли тяжелых металлов и токсины, а также стимулировать работу желудочно-кишечного тракта.
В продуктах с комбинированной жировой фазой присутствуют фитостерины (кампостерол, стигмастерол и β-ситостерол), содержание которых увеличивается по мере увеличения степени замены молочного жира растительным. Фитостерины способствуют снижению уровня холестерина в крови человека, тем самым уменьшая риск возникновения сердечно-сосудистых заболеваний.
В растительно-жировых спредах нет молочного жира, а, следовательно, и лактозы, что делает этот продукт безопасной альтернативой сливочному маслу для лиц с лактазной недостаточностью.
Спреды включены в официальные руководства по питанию таких стран, как Великобритания, Финляндия, Германия, Канада, Ирландия, Швейцария, Норвегия.